# 다카세 우쿄
다카세 우쿄(일본어: 高瀬 生聖, 2001년 7월 6일~)는 일본의 축구 선수이다.

## 구단 경력
그는 2024년 J3리그의 테게바자로 미야자키에 입단했다.